# Phobetes sauteri
Phobetes sauteri là một loài tò vò trong họ Ichneumonidae.